# Мішково-Погорілове (заказник)
Мішко́во-Погорі́лове — лісовий заказник місцевого значення в Україні. Розташований у межах Вітовського району Миколаївської області, на північ від села Мішково-Погорілове. 
Площа 180 га. Статус присвоєно згідно з рішенням № 448 від 23.10.1984 року. Перебуває у віданні ДП «Миколаївське лісове господарство» (Миколаївське лісництво, діл. 9, 10). 
Статус присвоєно для збереження штучно створеного лісового масиву (Харчатовський ліс), у деревостані якого переважають насадження сосни. 